# Damir Kedžo

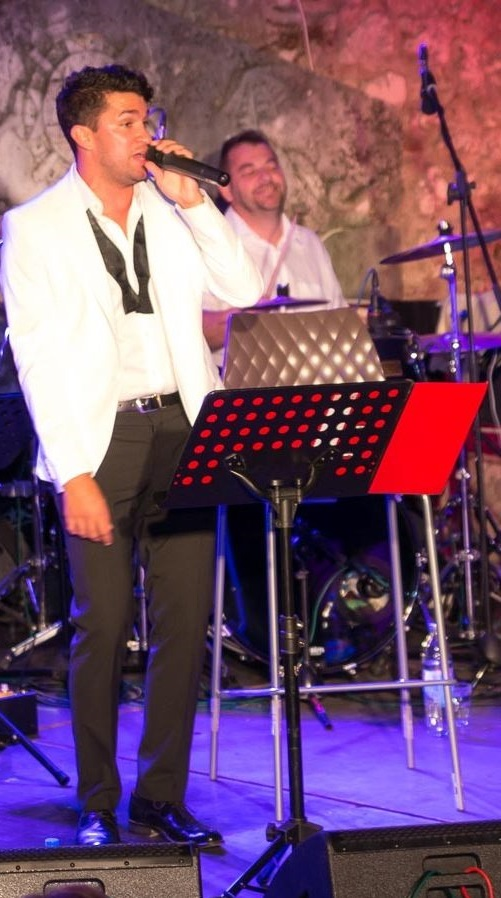
Damir Kedžo (2016)

Damir Kedžo (* 24. Mai 1987 in Omišalj, SR Kroatien, SFR Jugoslawien) ist ein kroatischer Sänger.

## Leben und Karriere
Kedžo wurde am 24. Mai 1987 in Omišalj geboren. Dort beendete er auch die Musikschule und sang in einem Kirchenchor.
2003 wurde er erstmals der Öffentlichkeit bekannt als an der Talentshow Story Supernova Music Talents teilnahm und dort am Ende die Top 7 erreichte. Im Januar 2004 wurde er dann Teil der kroatischen Boyband Saša, Tin i Kedžo, mit denen er Platz 1 der kroatischen Single-Charts erreichen konnte. Ihr dazugehöriges Lied 365 verblieb sechs Wochen auf Platz 1 der kroatischen Musikcharts. Im Jahre 2005 trennte sich die Band allerdings wieder und Kedžo legte für ein Jahr eine Pause ein.
2006 kehrte Kedžo dann zurück ins Musikgeschäft, wobei er bei der Preisverleihung Melodije Istre i Kvarnera als bester debütierender Interpret mit dem Lied Ki bi sad reke ausgezeichnet wurde. Einen weiteren Preis mit dem Lied erhielt er in der Kategorie beste Liedinterpretation im Jahre 2007.
Im Jahre 2010 hatte Kedžo dann auch Auftritte in kroatischen Musicals, ehe er 2011 an der kroatischen Vorentscheidung Dora teilnahm.
Im Dezember 2016 konnte er dann die dritte Staffel der Sendung Tvoje lice zvuči poznato gewinnen. Im Januar 2019 gewann Kedžo dann das Zagrebfest mit dem Lied Srce mi umire za njom.
Im Jahre 2020 nahm er dann zum zweiten Mal am Dora-Festival teil, wo er mit dem Lied Divlji vjetre den ersten Platz erreichen konnte. Damit sollte er im Mai Kroatien beim Eurovision Song Contest 2020 in Rotterdam (Niederlande) vertreten, der musste am 18. März 2020 aufgrund der COVID-19-Pandemie abgesagt werden.
2024 nahm Kedžo erneut am Dora-Festival teil. Mit seinem Titel Voljena Ženo belegte er den Platz vier.

## Diskografie

### Alben
- 2008: Damir Kedžo
- 2020: Poljubi me sad

### Singles
- 2006: Ki bi sad reke
- 2017: Sve u meni se budi (mit Zsa Zsa)
- 2017: Ljubavi moja
- 2018: Vojnik ljubavi
- 2018: Mi protiv nas (mit Domenica Žuvela)
- 2018: Šuti
- 2019: Srce mi umire za njom
- 2019: Vidi se izdaleka
- 2019: Poljubi me sad
- 2020: Divlji vjetre
- 2020: Nedodirljiva
- 2020: Sjeti se
- 2021: Hram (mit Tijana Bogićević)
- 2024: Voljena Ženo